# Venegono Inferiore
Venegono Inferiore (Venegón da Sót in dialetto varesotto) è un comune italiano di 5 933 abitanti della provincia di Varese in Lombardia.
Sul suo territorio si trova l'aeroporto Arturo Ferrarin contiguo alle fabbriche della Aermacchi (produttrice degli MB-339 usati dalle Frecce Tricolori) e sede dell'Aeroclub Varese.
Il comune ospita inoltre la sede del Seminario arcivescovile di Milano, inaugurato il 12 maggio 1935 e dedicato a papa Pio XI.

## Geografia fisica

### Clima
Il clima è tipicamente prealpino mitigato dai vicini laghi varesini e protetto dalla conca della Valle Olona.
Il territorio di Venegono Inferiore si estende verso nord in un'area boschiva denominata Pianbosco all'interno del Parco della Pineta di Appiano Gentile e Tradate, parco regionale e naturale che si estende su una vasta area di oltre 48 km² tra la provincia di Varese e la provincia di Como che favorisce la purezza dell'aria dei paesi limitrofi.

## Origini del nome
Un'ipotesi etimologica, oggi non più considerata attendibile, vedeva il significato del nome dal latino "Vinum colere" per il fatto che il territorio di Venegono fosse abitato fin dall'età romana, in considerazione soprattutto della vicinanza di Castelseprio, notevole centro militare di difesa dalle invasioni dei barbari, e nel Medioevo capoluogo di un vasto contado che per un certo periodo ebbe autonomia da Milano.

## Storia
Da Venegonum, nome romano di Venegono, passava la Via Mediolanum-Bilitio, che metteva in comunicazione Mediolanum (Milano) con Luganum (Lugano) passando da Varisium (Varese). In epoca romana da Venegono passava anche la via Novaria-Comum, strada romana che metteva in comunicazione i municipia di Novaria (Novara) e Comum (Como) passando per Sibrium (Castel Seprio).
La prima notizia storica dell'esistenza della moderna Venegono risale al 737, nella Harta Iudicati, con la quale Manecunda fondava il monastero della vicina Cairate; si legge per le firme apposte a sottoscrizione del documento: "Signum manibus Vuallerami de Abiate et Edlprandi de Venegono isti testes".
Le vicende sociali e politiche di Venegono Inferiore e Superiore gravitarono attorno a quelle del vicino contado del Seprio, ma i signorotti di questo contado non raggiunsero mai alti ranghi sociali e certamente non potevano vantare diritti di proprietà su nessuno dei castelli dei due villaggi di Venegono. Lo sviluppo del borgo inferiore deve comunque essere avvenuto in modo molto veloce in quanto già nel 1286 Venegono Inferiore aveva consoli propri e la chiesetta campestre di S. Martino.
Venegono Inferiore ebbe la propria chiesa parrocchiale, oltre a quella dei SS. Antonio e Leonardo e ben presto Venegono Superiore spostò il proprio centro religioso nella chiesa di San Giorgio. Dopo avvenimenti bellicosi si concluse l'epoca delle guerre e il castello di Venegono Inferiore divenne luogo di villeggiatura di signori.
Nel castello di Venegono Inferiore, soprattutto nel periodo di Milano del 1451, si rifugiarono personaggi famosi quali Giovanni, vescovo di Coutances, Giacomo e Francesco Castiglioni. Nel 1454, un diploma imperiale di Federico III d'Asburgo concesse in feudo Venegono Inferiore alla famiglia Pusterla.
Su invito di san Carlo Borromeo il 24 novembre 1609 l'assemblea del comune approvò la costruzione della nuova chiesa dedicata ai santi Giacomo e Filippo e il 15 aprile 1610 avvenne la posa della prima pietra.
Tre secoli più tardi, verso la fine degli anni venti, iniziò la costruzione del Seminario Arcivescovile di Milano che venne visitato da Giovanni Paolo II nel 1983. Nel seminario è conservato il Miracolo di santa Marta, del pittore lombardo Carlo Francesco Nuvolone (1608-1662).

### L'unità di Venegono
In due occasioni in passato l'intera Venegono fu riunita in un unico comune. La prima fu a opera di Napoleone, il cui governo modernista preparò per anni il superamento di una divisione che era vista come un retaggio medievale: il decreto attuativo giunse nel 1809 e coinvolse anche l'ex comune di Vedano posto più a nord, ma nel 1815 la restaurazione austriaca cancellò tutto. La seconda fu durante il fascismo nel 1928, e fu caratterizzata da un'opera edilizia volta a creare anche fisicamente un unico abitato: quando quindi nel 1960 giunse la seconda divisione essenzialmente per motivi politici, dato che le forze democristiane di Venegono Inferiore mal digerivano l'inglobamento in un comune socialcomunista, questa separazione fu molto più problematica dal punto di vista urbanistico, senza contare l'aspetto ideologico di una misura che nei fatti riproponeva quella ultraconservatrice di 145 anni prima.

### Simboli
Lo stemma comunale e il gonfalone sono stati concessi con decreto del presidente della Repubblica dell'8 gennaio 1991.
Il gonfalone è un drappo partito di azzurro e di bianco.
Le castagne sono quelle della pregiata varietà "Rossina" coltivata nella zona; la sbarra ondata fa riferimento all'ipotesi secondo cui il toponimo potrebbe derivare dalle radici di origine gallo-celtica, vin ("acqua") e gon ("monte"), dovuto alla presenza di due corsi d'acqua; il castello ricorda la fortezza medievale dalla quale si governava il territorio; il motto in latino "Venere dea della bellezza" allude alla leggenda popolare che fa derivare il nome del paese dai Giochi di Venere: Veneris agognalia.

## Monumenti e luoghi d'interesse

### Architetture religiose
- Chiesa parrocchiale dei Santi Giacomo e Filippo
- Seminario Arcivescovile di Milano, al cui interno si conserva il dipinto Miracolo di Santa Marta, opera del pittore lombardo Carlo Francesco Nuvolone.
- Basilica della Divina Sapienza

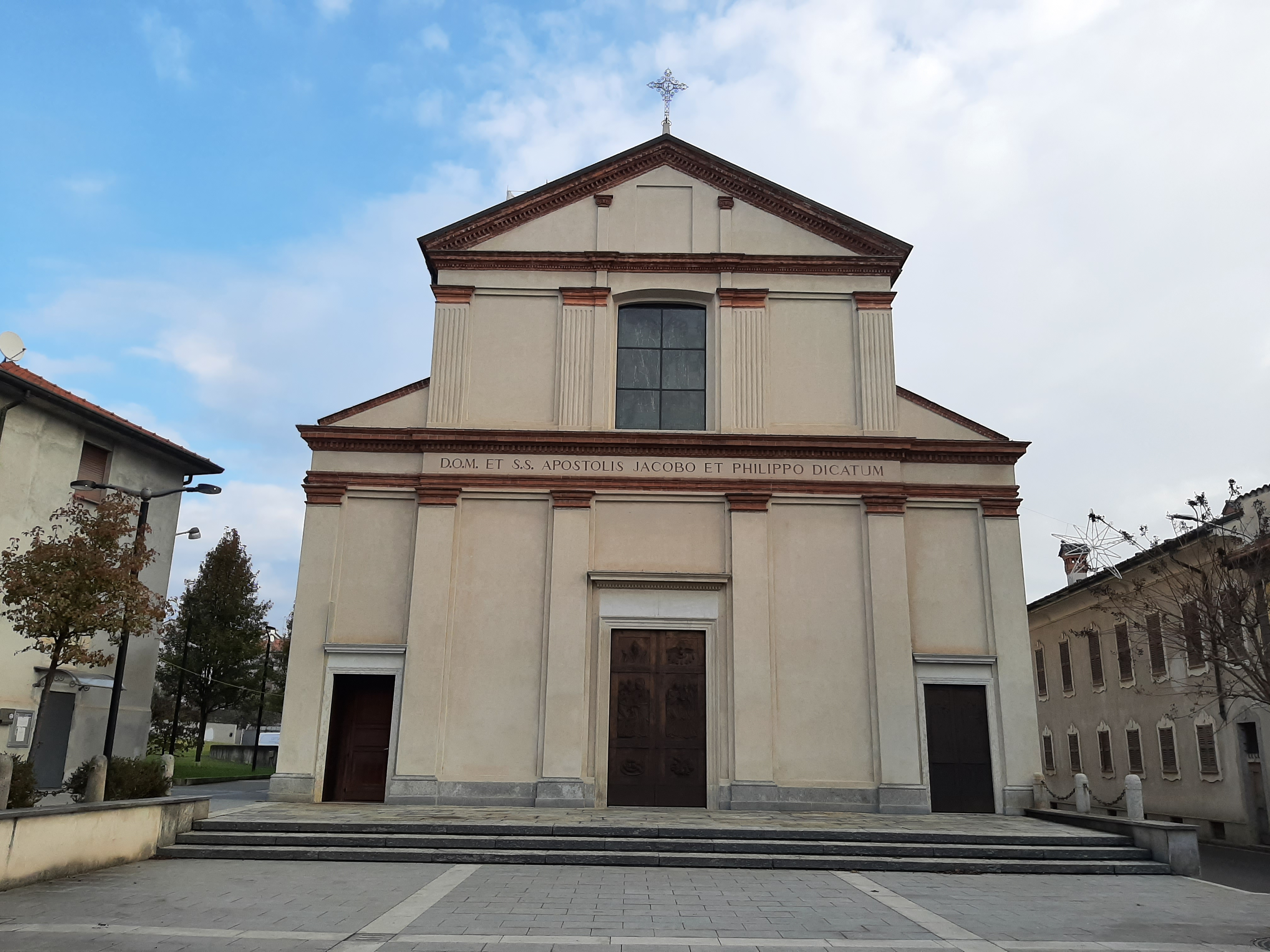
Chiesa dei Santi Giacomo e Filippo
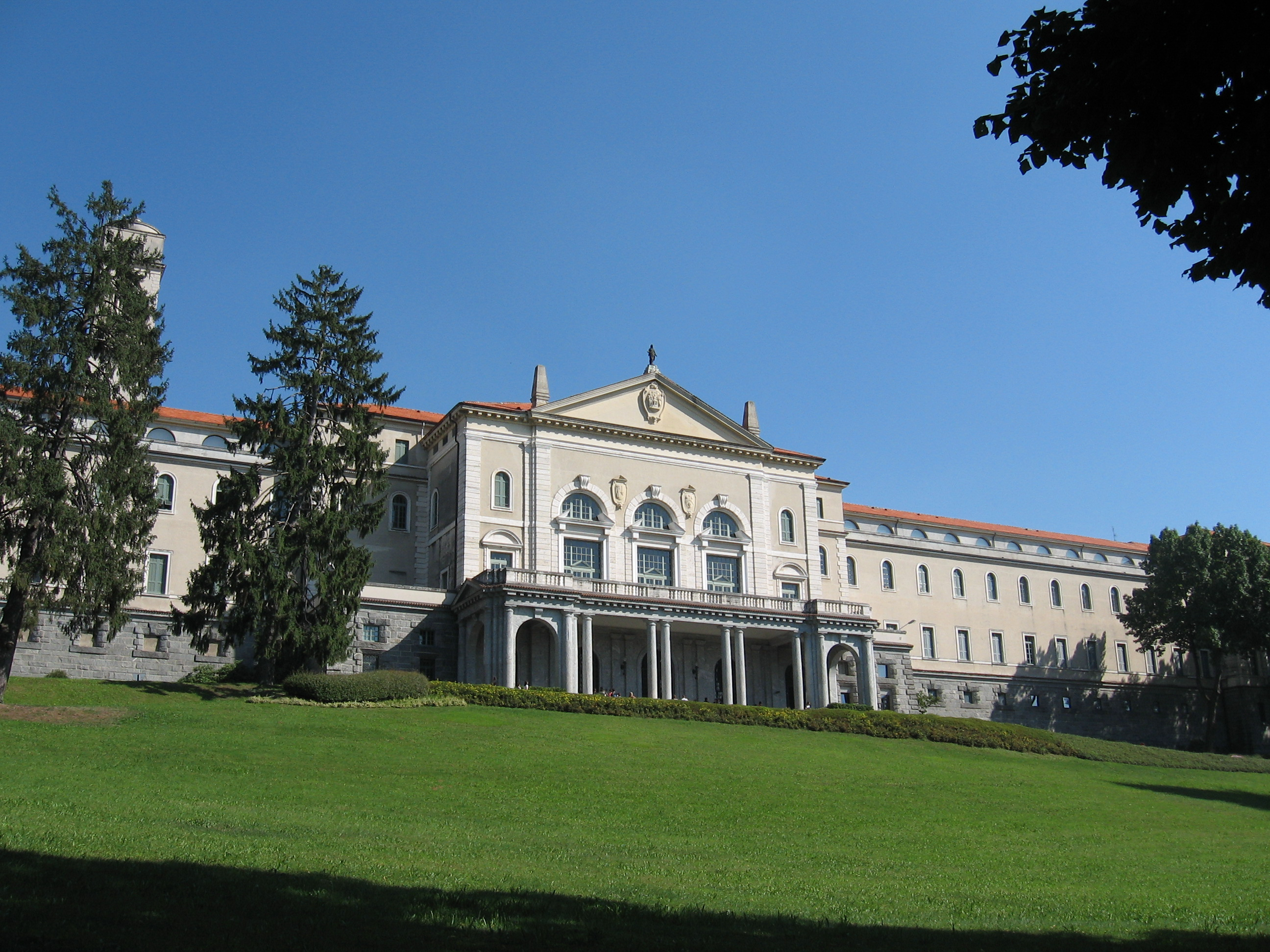
Seminario Arcivescovile di Milano
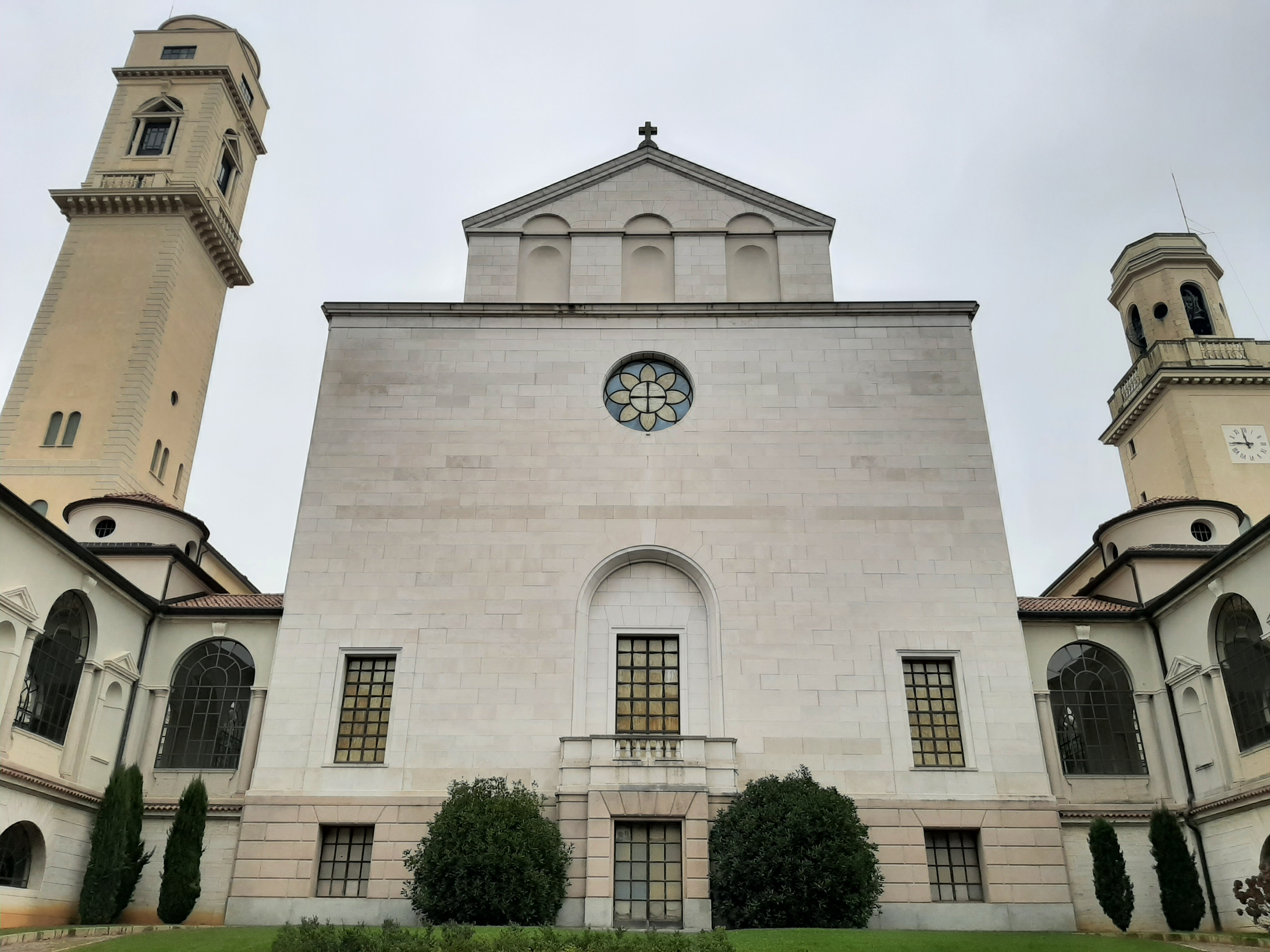
Basilica della Divina Sapienza

## Società

### Evoluzione demografica
- 450 nel 1751
- 758 nel 1805
- 866 nel 1853

Abitanti censiti

## Infrastrutture e trasporti
Il comune di Venegono Inferiore è servito dalla linea ferroviaria FN Saronno-Varese-Laveno Mombello tramite la stazione di Venegono Inferiore.

## Amministrazione
| Inizio mandato | Fine mandato | Primo cittadino    | Lista               | Carica  |
| -------------- | ------------ | ------------------ | ------------------- | ------- |
| 1975           | 1993         | Vito Antognazza    | DC                  | Sindaco |
| 1993           | 1994         | Enrico Luraghi     | DC                  | Sindaco |
| 1994           | 2004         | Emilio Cremona     | Centro Democratico  | Sindaco |
| 2004           | 2014         | Pierluigi Oblatore | Centro Democratico  | Sindaco |
| 2014           | -            | Mattia Premazzi    | Venegono che vorrei | Sindaco |